# Přibyslavice, Třebíč
Přibyslavice là một làng thuộc huyện Třebíč, vùng Vysočina, Cộng hòa Séc.